# Grand Prix der Volksmusik 1997
Der 12. Grand Prix der Volksmusik fand am 30. August 1997 in Zürich (Schweiz) statt. Teilnehmerländer waren wie in den Vorjahren Deutschland, Österreich und die Schweiz. Wie bereits seit 1989 wurde auch in diesem Jahr in jedem Land zuvor eine öffentliche Vorentscheidung im Fernsehen durchgeführt. Dabei wurden jeweils 5 Titel für das Finale ermittelt. Die schweizerische Vorentscheidung fand am 29. März in Interlaken, die deutsche am 8. Juni in Saarbrücken und die österreichische am ? in ? statt. Die Veranstaltungen, zu denen jeweils eine CD mit allen Teilnehmern erschien, wurden live übertragen.
Das Finale wurde von der SRG im Rahmen einer Eurovisionssendung aus Zürich übertragen und vom ZDF und ORF übernommen. Moderatoren waren wieder Carolin Reiber (Deutschland), Karl Moik (Österreich) und Sepp Trütsch (Schweiz), die bereits durch die jeweiligen Vorentscheidungen ihres Landes führten. Die Startfolge der Titel und Länder war zuvor ausgelost worden. Nach Vorstellung der Titel ermittelten mehrere Jurys aus den Teilnehmerländern ihren Favorit, wobei die Titel des eigenen Landes nicht bewertet werden durften.
Am Ende der Wertung stand dann Sandra Weiss als Siegerin des Grand Prix der Volksmusik 1997 fest. Ihr Titel Ich suche nicht das Paradies hatte Eric Alphand komponiert und getextet. Damit holte Sandra Weiss nach Géraldine Olivier (1995) und Daniela und Dirk (1996) zum dritten Mal in Folge den Sieg des Grand Prix in die Schweiz.
Als Austragungsort des nächsten Grand Prix der Volksmusik 1998 wurde unabhängig vom Land des Siegers Wien festgelegt.

## Die Platzierung der schweizerischen Vorentscheidung 1997
Die ersten fünf Titel kamen ins Finale.
| Startnr.          | Interpret                               | Titel                          | Platz              | Punkte             |
| ----------------- | --------------------------------------- | ------------------------------ | ------------------ | ------------------ |
| 14                | Sandra Weiss                            | Ich suche nicht das Paradies   | 01.                | 104                |
| 15                | Walter Andreas                          | Schenk mir dein Gefühl         | 02.                | 085                |
| 12                | Priska                                  | Kein schöner Land              | 03.                | 069                |
| 03                | Die Schwalben                           | Was von Herzen kommt           | 03.                | 069                |
| 09                | Monique                                 | Die kleinen Wunder dieser Welt | 05.                | 065                |
| 07                | Adrian                                  | Morgenlicht                    | 06.                | 062                |
| 04                | Original Bregenzerwälder Dorfmusikanten | Campo Amore                    | 07.                | 038                |
| 11                | Rocco                                   | De Alpecasanova                | 07.                | 038                |
| 02                | Thomas Tritten                          | Immer uf di Chliine            | 09.                | 037                |
| 10                | Tornados                                | Da isch dr Wurm drin           | 10.                | 034                |
| 01                | Susanne                                 | Amors Pfeil                    | 11.                | 030                |
| 06                | Monika Kaelin                           | Stille Helden                  | 12.                | 022                |
| 05                | Crazy Böbbers                           | Säg emol was hät er            | 13.                | 018                |
| 13                | Lucky Boys                              | Der Otto spielt gern Lotto     | 14.                | 010                |
| 08                | Knallfrösch                             | Nimm doch ’s Läbe              | 15.                | 009                |
| Veranstaltungsort | Veranstaltungsort                       | Kursaal Interlaken             | Kursaal Interlaken | Kursaal Interlaken |

## Die Platzierung der deutschen Vorentscheidung 1997
Die genaue Platzierung der Titel wurde nicht bekannt gegeben. Daher werden alle Titel nach ihrer Startfolge aufgelistet, wobei zunächst die fünf Titel genannt werden, die ins Finale kamen.
| Startnr.          | Interpret            | Titel                              | Platz                     | %                         |
| ----------------- | -------------------- | ---------------------------------- | ------------------------- | ------------------------- |
| 01                | Geschwister Hofmann  | Es war einmal ein Traum            | 0?                        | ?                         |
| 02                | Oswald Sattler       | Amore mio Napoli                   | 0?                        | ?                         |
| 09                | Judith und Mel       | Der Zauber einer Nacht             | 0?                        | ?                         |
| 11                | Bergfeuer            | Die Adler der Cordilleren          | 0?                        | ?                         |
| 14                | Ulli Wanders         | Alle Lieder dieser Welt            | 0?                        | ?                         |
| 03                | Margret Almer        | Was man mit Liebe tut              | 0?                        | ?                         |
| 04                | Mürztaler Musikanten | Ich kann kein Mädchen weinen sehen | 0?                        | ?                         |
| 05                | Kurt Elsasser        | Die Glocken von San Marco          | 0?                        | ?                         |
| 06                | Susan Schubert       | Vino mit Peppino                   | 0?                        | ?                         |
| 07                | Jens Bogner          | Ich bin bald wieder hier           | 0?                        | ?                         |
| 08                | Ricky King           | Hochzeitstag                       | 0?                        | ?                         |
| 10                | Mara Kayser          | Wenn dein Herz voll Liebe ist      | 0?                        | ?                         |
| 12                | Simone Christ        | Berühr mit mir die Sterne          | 0?                        | ?                         |
| 13                | Werner Kellnberger   | Du bleibst immer mei Prinzessin    | 0?                        | ?                         |
| 15                | Oliver Thomas        | Märchenaugen                       | 0?                        | ?                         |
| Veranstaltungsort | Veranstaltungsort    | Saarlandhalle Saarbrücken          | Saarlandhalle Saarbrücken | Saarlandhalle Saarbrücken |

## Die Platzierung der österreichischen Vorentscheidung 1997
Die ersten fünf Titel kamen ins Finale. Die genaue Platzierung, die Startnummern der Titel und der Veranstaltungsort wäre noch zu ergänzen.
| Startnr.          | Interpret         | Titel                      | Platz | Punkte |
| ----------------- | ----------------- | -------------------------- | ----- | ------ |
| ?                 | Zellberg Buam     | Tirolerzeit                | 01.   | ?      |
| ?                 | Die Gschwandtner  | Auf’m Berg da samma Kaiser | 0?    | ?      |
| ?                 | Monika Martin     | Immer nur Sehnsucht        | 0?    | ?      |
| ?                 | Eva-Maria         | Meine kleine Welt          | 0?    | ?      |
| ?                 | Duo Sonnenschein  | Wir beide                  | 0?    | ?      |
| ?                 | Gaby Maria        | Der Opa                    | 0?    | ?      |
| ?                 | Sommertraum       | Du hast mi und i hab di    | 0?    | ?      |
| ?                 | Ennstal Spatzen   | Es wird wieder Frühjahr    | 0?    | ?      |
| ?                 | Raabtal Dirndln   | Hallo gute Laune           | 0?    | ?      |
| ?                 | D'Seer            | Hey, Schäfer               | 0?    | ?      |
| ?                 | Rudi              | Jeden Tag du               | 0?    | ?      |
| ?                 | Christian         | Mir geig’n auf             | 0?    | ?      |
| ?                 | Michael Scheickl  | Nur ein Traum              | 0?    | ?      |
| ?                 | Jakob Bergmann    | Radltruch’n Polka          | 0?    | ?      |
| ?                 | Wahnsinns 5       | Wo is’ der Pepi            | 0?    | ?      |
| Veranstaltungsort | Veranstaltungsort | ?                          | ?     | ?      |

## Die Platzierung des Grand Prix der Volksmusik 1997
| Startnr.          | Land              | Interpret                      | Titel                          | Platz                         | Punkte                        |
| ----------------- | ----------------- | ------------------------------ | ------------------------------ | ----------------------------- | ----------------------------- |
| 06                | CH                | Sandra Weiss                   | Ich suche nicht das Paradies   | 01.                           | 73                            |
| 02                | D                 | Oswald Sattler                 | Amore mio Napoli               | 02.                           | 68                            |
| 08                | D                 | Geschwister Hofmann            | Es war einmal ein Traum        | 03.                           | 66                            |
| 05                | D                 | Bergfeuer                      | Und die Adler der Cordilleren  | 03.                           | 66                            |
| 01                | A                 | Zellberg Buam                  | Tirolerzeit                    | 05.                           | 63                            |
| 13                | A                 | Monika Martin                  | Immer nur Sehnsucht            | 06.                           | 56                            |
| 14                | D                 | Ulli Wanders                   | Alle Lieder dieser Welt        | 07.                           | 54                            |
| 15                | CH                | Priska                         | Kein schöner Land              | 08.                           | 49                            |
| 10                | A                 | Die Gschwandtner               | Auf'm Berg da samma Kaiser     | 09.                           | 38                            |
| 09                | CH                | Walter Andreas                 | Schenk mit dein Gefühl         | 10.                           | 33                            |
| 12                | CH                | Monique                        | Die kleinen Wunder dieser Welt | 11.                           | 29                            |
| 04                | A                 | Eva-Maria                      | Meine kleine Welt              | 12.                           | 27                            |
| 07                | A                 | Duo Sonnenschein mit Jaqueline | Wir beide                      | 13.                           | 21                            |
| 03                | CH                | Die Schwalben                  | Was von Herzen kommt           | 14.                           | 14                            |
| 11                | D                 | Judith und Mel                 | Der Zauber einer Nacht         | 15.                           | 09                            |
| Veranstaltungsort | Veranstaltungsort | Hallenstadion Zürich, Schweiz  | Hallenstadion Zürich, Schweiz  | Hallenstadion Zürich, Schweiz | Hallenstadion Zürich, Schweiz |

Die Titel erschienen auch auf einer CD.